# Niederorschel
Niederorschel is een gemeente in de Duitse deelstaat Thüringen, en maakt deel uit van de Landkreis Eichsfeld.
Niederorschel telt 5.380 inwoners. Naast het dorp Niederorschel omvat de gemeente de dorpen Oberorschel en Rüdigershagen.